# مرشدات فلسطين
مرشدات فلسطين هي المنظمة التوجيهية الوطنية للسلطة الوطنية الفلسطينية. اعتبارا من عام 2005، منحت الجمعية الوضع الرسمي «العمل من أجل عضوية الجمعية العالمية» من قبل الجمعية العالمية للمرشدات وفتيات الكشافة والاعتراف لتطوير الجمعية.